# Броненосцы типа «Аммиральо ди Сан-Бон»
Броненосцы типа «Аммиральо ди Сан-Бон» (итал. Classe di Ammiraglio di Saint-Bon), также известны как броненосцы типа «Эммануэле Филиберто» (итал. Classe di Emmanuele Filiberto) — итальянские броненосцы 2-го класса, состоявшие на вооружении в первом двадцатилетии XX века в составе КВМС Италии. По концепции близки к броненосным крейсерам.

## История
Построенные в конце XIX столетия крупные эскадренные броненосцы типа «Ре Умберто» и «Руджеро ди Лаурия» были сочтены весьма удачными, но чрезмерно дорогими. Оппоненты продвигаемой Бендетто Брином доктрины «индивидуального превосходства» указывали, что один корабль, как бы хорош он ни был, все же может одновременно находиться лишь в одной точке и выполнять лишь одну задачу. Высказывались опасения, что недостаточное количество кораблей (пусть даже и индивидуально сильных) не позволит флоту эффективно оперировать на сколь-нибудь значительном пространстве. Кроме того, потеря одного из небольшого числа крупных броненосцев ослабила бы флот сильнее, чем потеря одного из значительного количества небольших.
На основании всех этих данных, итальянское правительство приняло решение построить крупную серию сравнительно небольших броненосных кораблей 2-го класса, которые были бы более дешевыми и легкими в постройке чем прежние гигантские броненосцы. Главный инженер флота, Бендетто Брин, разработал проект «экономичного» броненосца водоизмещением не более 10000 тонн, по которому было принято решение заложить два корабля. От постройки последующей серии отказались в пользу закладки сходных по характеристикам, но более быстроходных (в ущерб защищенности) броненосных крейсеров типа «Джузеппе Гарибальди».

## Конструкция
Разработанные в стремлении уменьшить водоизмещение до минимально допустимого предела, корабли класса «Аммиральо ди Сан-Бон» имели низкий надводный борт с нехарактерным для итальянской школы кораблестроения сильным завалом бортов внутрь и традиционный для итальянского флота симметричный силуэт: единственная боевая мачта стояла в центре корпуса между двумя трубами, носовая и кормовая оконечности были практически идентичны внешне. Предполагалось, что такая «симметричность» затруднит определение направления движения корабля для артиллеристов противника.

### Вооружение
Так как установить в ограниченное водоизмещение «нормальные» тяжелые орудия не представлялось возможным, новые итальянские корабли были вооружены четырьмя 254-миллиметровыми 40-калиберными пушками британского производства. Поставленные фирмой «Армстронг» орудия стреляли 220-кг снарядом с начальной скоростью до 700 метров в секунду, и хотя и уступали существенно более тяжелым пушкам в пробивной силе, но несколько превосходили их в скорострельности: на полигоне была достигнута скорострельность до 1,5 выстрелов в минуту. Орудия были размещены попарно в носовой и кормовой башенных установках.
Чтобы хоть как-то компенсировать неудовлетворительные качества орудий, итальянцы пошли на увеличение стандартного угла возвышения до 20 градусов. Это придало орудиям «Эммануэле Филиберто» огромную для того времени дальность действия в 18000 (97 каб.) метров. Но системы управления огнём того времени не обеспечивали эффективной стрельбы на такой дистанции, поэтому в полной мере реализовать свои преимущества в дальнобойности итальянские корабли не могли.
Вспомогательное вооружение кораблей состояло из восьми 152-мм 40-калиберных скорострельных орудий, стоявших в индивидуальных казематах на главной палубе. Ещё восемь скорострельных 120-миллиметровых орудий стояли открыто на крыше надстройки. Противоминное вооружение на обоих кораблях различалось: на «Аммиральо ди Сан-Бон» оно состояло из 8 6-фунтовых орудий и двух почти бесполезных 37-мм пулеметных орудий, в то время как «Эммануэле Филиберто» нес шесть 76-миллиметровых и восемь 47-миллиметровых пулеметных орудий . Также имелось четыре 450-мм торпедных аппарата.

### Броневая защита
Впервые в итальянском флоте получив броню Гарвея, броненосцы являли собой радикальный шаг вперед по сравнению с предшествующими дизайнами Брина. Корабли имели полный броневой пояс по ватерлинии, толщиной до 249 миллиметров в центре. В оконечностях пояс утоньшался до 76 миллиметров, но его высота увеличивалась. Дополнительную защиту представляли собой скосы выпуклой броневой палубы, достигавшей толщины в 70 миллиметров.
Башни и барбеты главного калибра были защищены 249-мм броней. Боевая рубка защищалась эквивалентными плитами. Впервые в итальянской практике, вспомогательная артиллерия получила броневую защиту — каждое 152-мм орудие стояло в индивидуальном каземате, защищенном 149-мм плитами.

### Силовая установка
Силовая установка была двухвальной. Полная мощность составляла 14300 л.с. Максимальная скорость броненосцев составляла 18,3 узла, при дальности хода до 11000 км (6000 миль) на экономичной 10-узловой скорости.

## Представители
| Название                                       | Верфь                       | Закладка       | Спуск на воду    | Вступление в строй | Судьба                           |
| ---------------------------------------------- | --------------------------- | -------------- | ---------------- | ------------------ | -------------------------------- |
| «Аммиральо ди Сан-Бон» Ammiraglio di Saint Bon | верфь флота в Венеции       | 18 июля 1893   | 29 апреля 1897   | 1 февраля 1901     | выведен из состава 18 июня 1920  |
| «Эммануэле Филиберто» Emmanuele Filiberto      | верфь флота в Кастелламмаре | 5 октября 1893 | 29 сентября 1897 | 6 сентября 1901    | выведен из состава 29 марта 1920 |

## Служба
Оба корабля были заложены в 1893 году, но из-за затянувшейся постройки они вступили в строй лишь в 1901. Первые годы своей службы они провели в составе действующей эскадры, но уже в 1908 году, с появлением новых линкоров типа «Реджина Елена» были отправлены в состав резервного отряда.
Кораблям довелось принять участие в итало-турецкой войне 1911—1912 года, во время которой оба были задействованы на активной службе. «Эммануэле Филиберто» участвовал в атаке на Триполи в апреле 1911 года, обстреливая турецкие бараки на берегу. Оба корабля принимали участие в обстреле Дарданелл, и поддерживали своим огнём итальянские войска при занятии Родоса в мае 1912, после чего были возвращены в Италию для замены расстрелянных орудийных стволов главного калибра. В 1913 году, оба броненосца были оснащены прожекторами и дальномерами, наконец-то обеспечившим им возможность ведения огня на предельной дистанции.
Когда Италия вступила в Первую Мировую, оба корабля ещё находились на службе. В 1915—1918 они охраняли Венецию от возможного нападения австрийских военно-морских сил. В апреле 1916, «Аммиральо ди Сан-Бон» переделали в плавучую зенитную батарею. В 1918 году, оба корабля были выведены из состава флота и в 1919 проданы на лом.

## Оценка проекта
Подобно другим кораблям 2-го класса, построенным в целях экономии, корабли класса «Аммиральо ди Сан-Бон» представляли собой типичный пример «наилучшего плохого решения». Для своих размеров, и все же достаточно высокой стоимости, они имели невысокую скорость и слабое основное вооружение. Хотя их броневая защита была хорошо продуманной и достаточной эффективной, а вспомогательное и противоминное вооружение — весьма совершенным, слабость главного калибра сводила все достоинства на нет: 254-миллиметровые 40-калиберные британские орудия обладали недостаточной пробивной силой, а дальнобойность орудий могла пригодиться только при стрельбе по береговым целям - системы управления огнём конца XIX века не позволяли поражать корабли на больших дистанциях.
В целом, из-за своего слабого главного калибра и недостаточной скорости, эти корабли выпадали из основной линии итальянского флота, делавшего ставку на скорость и эффективность артиллерийского огня. Флот счел их неудачными, и вместо планировавшегося развития серии сделал ставку на серийное строительство более быстроходных и дешевых (ценой ослабления защиты и вооружения) крейсеров типа «Гарибальди», усиленных парой быстроходных броненосце типа «Бенедетто Брин», которые при скорости и защите броненосного крейсера несли вооружение полноценного эскадренного броненосца.